# Europäisches Management
Europäisches Management ist beschrieben als „interkulturelles, gesellschaftsorientiertes Management, basierend auf einem fächerübergreifenden Ansatz“. Europäisches Management ist nicht nationales, aber auch nicht internationales Management, sondern liegt im Grenzbereich der beiden.

## Merkmale
Europäisches Management hat drei Merkmale:
- Interkulturelles Management: Europa ist von kultureller Vielfältigkeit geprägt. Demnach muss ein europäischer Manager bei interkulturellen Überschneidungssituationen handeln und entscheiden können.
- Gesellschaftsorientiertes Management: Europäisches Management bringt Unternehmensinteressen mit Interessen der Öffentlichkeit und der Gesellschaft mittels der Corporate Social Responsibility in Einklang.[5]
- Europäische Manager müssen auf Grund der unterschiedlichen politischen, wirtschaftlichen, sozialen und gesetzlichen Gegebenheiten der einzelnen europäischen Länder flexibel und anpassungsfähig sein. Dieses ist verbunden mit der Fähigkeit der Interdisziplinarität.[6]

## Unterschied zum amerikanischen Management
Oft wird der europäische Managementansatz der amerikanischen oder japanischen Managementkultur gegenübergestellt.
Während Amerikaner einen risikobereiteren Managementstil haben, verfolgen die Europäer eher Stabilität und Sicherheit. Der europäische Ansatz wird mit Hinblick auf Wirtschaftlichkeit und soziale Belange öfter als ausgewogen betrachtet.

## Zukunft des europäischen Managements
In Zeiten der Globalisierung werden Herausforderungen wie kulturelle Diversität, kulturelle Wertunterschiede, Anpassungsfähigkeit, Flexibilität und unternehmerische Gesellschaftsverantwortung wichtiger. Deswegen sehen einige den europäischen Managementstil in der Zukunft im Vormarsch.